# Dariusz Bachalski
Dariusz Jacek Bachalski (ur. 29 grudnia 1963 w Gorzowie Wielkopolskim) – polski polityk, przedsiębiorca, poseł na Sejm IV kadencji, senator VI kadencji.

## Życiorys
Absolwent Technikum Elektromechanicznego. Uzyskał magisterium w zakresie handlu zagranicznego w Akademii Ekonomicznej w Poznaniu. W 2013 na Uniwersytecie Ekonomicznym w Poznaniu ukończył studia podyplomowe z zarządzania podmiotami leczniczymi.
Zajął się prowadzeniem działalności gospodarczej w ramach grupy kapitałowej Bachalski, obejmującej działające w różnych branżach spółki prawa handlowego w tym JDJ Bachalski, Zielony Horyzont, Bachalski Development, Dr Smart, wydawca gazety „Tylko Gorzów” i inne. Założył Fundację „Edukacja Bez Granic”.
Do 2001 należał do Unii Wolności. W wyborach samorządowych w 1998 bezskutecznie ubiegał się z listy tego ugrupowania o mandat radnego sejmiku wielkopolskiego. W 2001 został wybrany na posła na Sejm z listy Platformy Obywatelskiej w okręgu lubuskim. W Sejmie IV kadencji był członkiem Komisji Edukacji, Nauki i Młodzieży, Komisji Gospodarki oraz Komisji Ustawodawczej. W 2005 uzyskał mandat senatora VI kadencji. W 2006 kandydował na urząd prezydenta Gorzowa Wielkopolskiego, uzyskując 3. wynik i 20,42% poparcia (7496 głosów). Pełnił również funkcję przewodniczącego PO w województwie lubuskim. Nie wystartował w przedterminowych wyborach parlamentarnych w 2007. W 2009 został przewodniczącym struktur wielkopolskich Stronnictwa Demokratycznego, którym był do marca 2010, kiedy to został przewodniczącym wielkopolskiej rady regionalnej SD. Jako członek SD w 2010 startował na prezydenta Poznania z komitetu wyborczego Sojuszu Lewicy Demokratycznej, uzyskując 10 599 głosów (6,45%) i zajmując przedostatnie, 5. miejsce. Z SD związany był do 2011; w 2012 założył stowarzyszenie Tylko Gorzów, w którym objął funkcję przewodniczącego. W 2013 został koordynatorem stowarzyszenia Europa Plus w województwie lubuskim i w październiku tego samego roku współtworzył partię Twój Ruch. W 2014 kandydował do Parlamentu Europejskiego, jednak komitet Europa Plus Twój Ruch nie osiągnął progu wyborczego. W tym samym roku bez powodzenia startował także do rady Gorzowa Wielkopolskiego z listy komitetu Tadeusza Jędrzejczaka. Zrezygnował z działalności partyjnej w ramach TR. W 2017 został pełnomocnikiem Unii Europejskich Demokratów do budowy struktur w województwach wielkopolskim i lubuskim. W 2024 jako bezpartyjny z ramienia Lewicy bezskutecznie ubiegał się o urząd prezydenta Gorzowa Wielkopolskiego i mandat radnego.